# Villa del Rey
Villa del Rey é um município da Espanha na comarca de Alcântara, província de Cáceres, comunidade autónoma da Estremadura. Tem 57,3 km² de área e em 2021 tinha 128 habitantes (densidade: 2,2 hab./km²). Faz parte da  Mancomunidade Tejo-Salor.

## Demografia
| Variação demográfica do município entre 1991 e 2004 [carece de fontes?] | Variação demográfica do município entre 1991 e 2004 [carece de fontes?] | Variação demográfica do município entre 1991 e 2004 [carece de fontes?] | Variação demográfica do município entre 1991 e 2004 [carece de fontes?] |
| ----------------------------------------------------------------------- | ----------------------------------------------------------------------- | ----------------------------------------------------------------------- | ----------------------------------------------------------------------- |
| 1991                                                                    | 1996                                                                    | 2001                                                                    | 2004                                                                    |
| 170                                                                     | 185                                                                     | 153                                                                     | 143                                                                     |